# Аналоеротизм
Аналоеротизм (англ. analloeroticism) — явище, при якому сексуальний інтерес до інших людей відсутній.
Анил Аггравал вважає це відмінним від асексуальності та визначає останню як відсутність статевого потягу. Аналоеротиків не приваблюють партнери жіночої чи чоловічої статі, але це не може означати, що вони обов'язково позбавлені будь-якої сексуальної поведінки.
У своїй типології трансгендерних жінок Рей Бленчард заявив, що, незважаючи на те, що аутогінефілія і гетеросексуальний потяг найчастіше співіснували, були випадки, коли аутогінефілія була настільки інтенсивною, що ефективно зводила нанівець будь-який сексуальний потяг до жінок (іншими словами, вони були аналооти).
За Бленчардом, існує два основних типи аналоеротизму:
- Асексуал (відсутність статевого потягу)
- Аутомоносексуал (сексуально збуджуватись від думки про себе, як про протилежну стать, але не від інших людей)